# Vivian Maierová
Vivian Maierová, plným jménem Vivian Dorothea Maier (1. února 1926 Bronx, New York – 21. dubna 2009 Chicago) byla americká fotografka, která se věnovala zejména dokumentování pouličního městského života. Její matkou byla Francouzka Maria Jaussaudová, otcem Rakušan Charles Maier. Pracovala v nekvalifikovaných profesích, zejména jako chůva. Vytvořila kolem 150 tisíc fotografií a dvou tisíc svitkových filmů, které však za svého života neuveřejňovala. Její majetek byl po smrti vydražen a většinu fotografií postupně získal historik a sběratel John Maloof, který je začal postupně uveřejňovat na internetu. Následovala vlna zájmu o doposud neznámou umělkyni, Maierové se rychle dostalo mezinárodního uznání a byla uspořádána řada výstav jejích fotografií.
Běží však soudní spor o to, kdo je právoplatným dědicem jejího díla.

## Život
V dětství se Maierová několikrát stěhovala mezi francouzskými podalpskými vesničkami a New Yorkem. Kolem roku 1930 rodinu dočasně opustil otec. Ve Francii tak žila se svou matkou nejprve v Saint-Bonnet-en-Champsaur, v roce 1935 v sousední obci Saint-Julien-en-Champsaur. Před rokem 1940 se vrátily do New Yorku, kde žil její otec a bratr Charles.
Fotografovala několika různými přístroji, nejvíce fotografií zřejmě vzniklo fotoaparátem značky Rolleiflex. Díky tomu, že jej neměla před obličejem, ale na hrudníku, mohla s objekty svého zájmu udržovat oční kontakt.
Byla uzavřeným člověkem, nikdy nenavázala vážnější známost. Do svých pokojů zásadně nepouštěla cizí osoby a v laboratořích, kde si nechávala vyvolávat fotografie, uváděla vymyšlená jména.
Zemřela osamělá a prakticky bez prostředků ve věku 83 let.

## Spor o dědictví
Největší část fotografií Maierové je v držení Johna Maloofa, který koupil desítky tisíc negativů při dražbě jejího majetku. Zaplatil za ně necelých 400 dolarů. Aby vypátral její příbuzné, najal si genealogy. Muži jménem Sylvain Jaussaud, kterého experti označili za nejbližšího příbuzného, pak zaplatil nezveřejněnou částku za práva k jejímu dílu.
Dalších asi 17 500 negativů má Jeffrey Goldstein z Chicaga. Oba muži negativy začali prodávat, což vadilo bývalému komerčnímu fotografovi a právníkovi Davidu C. Dealovi. Najal vlastní genealogy. Ti v jihofrancouzském městě Gap našli bývalého státního úředníka Francise Bailleho, který je podle nich tím pravým nejbližším příbuzným. O svém příbuzenství s Maierovou neměl Francis Baille do té chvíle ani tušení, poté však začal usilovat o to, aby byl uznán za jejího dědice.
Spor se může táhnout roky. Dokud bude trvat, může to zabránit dalšímu zveřejňování díla Maierové.

## Film
V roce 2013 natočil John Maloof celovečerní dokumentární film Hledání Vivian Maier (Finding Vivian Maier, 83 minut). Film do České republiky uvedla společnost Aerofilms, česká premiéra proběhla 4. prosince 2014.

## Obrazové monografie
- Vivian Maier: Street Photographer. Brooklyn, NY: powerHouse Books, 2011. ISBN 978-1-57687-577-3, editor John Maloof.
- Vivian Maier: Out of the Shadows. Chicago, IL: CityFiles, 2012. ISBN 978-0978545093, editoři Richard Cahan a Michael Williams.
- Vivian Maier: Self-Portraits. Brookyln, NY: powerHouse, 2013. ISBN 978-1-57687-662-6, editor John Maloof.
- Eye to Eye: Photographs by Vivian Maier. Chicago, IL: CityFiles, 2014. ISBN 9780991541805, text a redakce Richard Cahan a Michael Williams.
- Vivian Maier: A Photographer Found Harper Design, 2014. ISBN 9780062305534, editor John Maloof, texty Marvin Heiferman a Howard Greenberg.

## Výstavy
- Finding Vivian Maier, 2010, The Apartment Gallery (Apartment 02), Oslo, Norsko[5]
- 2010, Bruun's Galleri, Århus, Dánsko[6]
- Finding Vivian Maier: Chicago Street Photographer, 2011, Chicago Cultural Center[7][8]
- Twinkle, twinkle, little star..., 2011, Galerie Hilaneh von Kories, Hamburk, Německo[9]
- Vivian Maier, Photographer, 2011, Russell Bowman Art Advisory, Chicago, Illinois[10]
- Vivian Maier - A Life Uncovered, 2011, the London Street Photography Festival, Londýn[11]
- Vivian Maier, Photographer, 2011 – 2012, Hearst Gallery, New York[12]
- Vivian Maier - A Life Uncovered, 2011, Photofusion Gallery, Londýn[6]
- Vivian Maier, Photographer, 2011, Stephen Cohen Gallery, Los Angeles[13]
- 2011, Steven Kasher Gallery, New York[14]
- 2011, Howard Greenberg Gallery, New York[6]
- Vivian Maier – Hosted by Tim Roth, 2011, Merry Karnowsky Gallery, Los Angeles[6][15]
- Vivian Maier – Photographs, 2012, Jackson Fine Art, Atlanta[16]
- Vivian Maier's Chicago, 2012–2014, Chicago History Museum, Chicago, Illinois.
- A la recherche de Vivian Maier (In search of Vivian Maier), 2011, Saint-Julien-en-Champsaur
- A la recherche de Vivian Maier (In search of Vivian Maier), 2011, the Gap Library, Gap, Hautes-Alpes, Francie.[17]
- Lo sguardo nascosto (The Hidden Glance), 2012, Brescia, Itálie.[18]
- Vivian Maier, 2013, Antverpy, Belgie, Gallery51[19]
- Vivian Maier: Out of the Shadows, 2013, Tampa, Fl; Florida Museum of Photographic Arts.[20]
- Summer in the City, 2013, Chicago, Illinois; Russell Bowman Art Advisory[21]
- Vivian Maier, 2013, Šanghai, Čína; Kunst.Licht Photo Art Gallery[22]
- Vivian Maier: Out of the Shadows, 2013, Toronto, ON; Stephen Bulger Gallery[23]
- Vivian Maier: Out of the Shadows – The Unknown Nanny Photographer, 2013, Durango, Colorado; Open Shutter Gallery[24]
- Vivian Maier: Picturing Chicago, 2013, Chicago, Illinois; Union League Club[25]
- Vivian Maier, 2013–2014, Tours, Francie; Jeu de paume.[26]
- Vivian Maier, 2013, Paříž, Francie; Galerie Frederic Moisan[27]
- Vivian Maier: Out of the Shadows, 2014, Cleveland, Ohio; Cleveland Print Room[28]
- Certificates of Presence: Vivian Maier, Livija Patikne, J. Lindemann, 2014, Milwaukee, WI; Portrait Society Gallery[29]
- Vivian Maier: Out of the Shadows, 2014, Minneapolis, MN; MPLS Photo Center[30]
- Vivian Maier: Out of the Shadows, 2014, San Francisco, CA; Scott Nichols Gallery[31]
- See All About It: Vivian Maier's Newspaper Portraits, 2014, Berkeley, CA; The Reva and David Logan Gallery at UC Berkeley’s Graduate School of Journalism[32]
- Vivian Maier, Photographer, 2014, Fribourg, Švýcarsko; Cantonal and University Library[33]
- Vivian Maier: Out of The Shadows, 2014, Chicago, Illinois; Harold Washington Library[34]
- Vivian Maier - A Photographic Journey, 2014, Highland Park, Illinois; The Art Center Highland Park[35]
- Vivian Maier, Amatorka, 2014, Varšava, Polsko; Leica Gallery[36]
- Vivian Maier – Street Photographer, 2014, Amsterdam, Nizozemsko; FOAM[37]
- Stálá galerie děl Maierové, otevřena v roce 2014, Mpls Photo Center, Minneapolis.[38]